# Линия Намбоку (Tokyo Metro)
Линия Намбоку (яп. 南北線 Намбоку-сэн, «Линия Юг—Север») — одна из линий Токийской подземки, относится к сети Tokyo Metro.
Полное название — Линия 7: Намбоку (яп. 7号線南北線 нана-го:-сэн намбоку-сэн). Протяжённость составляет 21,3 км.
На картах, схемах и дорожных указателях линия изображена бирюзовым цветом, а её станции отмечены значком .
Является первой в метрополитене Японии и единственной линией в Токио и одной из трёх в Японии, наряду с Линия Тодзай (Киото) в Киото и линиями Хиросимского метрополитена в Хиросиме, где на всех станциях установлены платформенные раздвижные двери.